# Emilio Rosenblueth
Emilio Rosenblueth Deutsch (Ciudad de México, 8 de abril de 1926 - 11 de enero de 1994) fue un ingeniero sísmico mexicano. Se dedicó a la investigación de fenómenos sísmicos, y en particular al estudio del comportamiento de los edificios frente a los terremotos. Sus estudios han permitido la construcción de edificios de gran altura, presas y centrales nucleares en regiones del planeta con riesgo de sufrir terremotos.

## Primeros años y estudios
Nació en la Ciudad de México el seno de una familia judía, su padre Emilio Rosenblueth Stearns nació en Chihuahua, y fue hermano del investigador y sociólogo Arturo Rosenblueth Stearns. Mientras su madre Charlotte Deutsch Kleinman nació en Hungría y su familia emigró a Estados Unidos en 1902.
Se interesó por la fenomenología sísmica debido a la propia ubicación de México en una de las zonas más activas del globo en terremotos. Ingresó a la Universidad Nacional Autónoma de México en donde obtuvo una licenciatura en 1948. Obtuvo una maestría en 1949 y un doctorado en 1951 en la Universidad de Illinois.

## Docencia y asesor
Impartió clases en el Instituto de Ingeniería de la Universidad Nacional Autónoma de México, fue su director y promotor de la primera computadora en México (IBM 650, 1958). Fue profesor visitante en universidades de Estados Unidos, Italia, El Salvador, Venezuela, Colombia, Ecuador, Nueva Zelanda, Inglaterra, España, Israel, China y Cuba.
Fue asesor de la Unesco y de la Organización de Estados Americanos (OEA) en materia sísmica y de investigación científica. Fue miembro de academias y asociaciones mexicanas y extranjeras, como la Academia de la Investigación Científica, el Colegio de Ingenieros Civiles de México, la Sociedad Mexicana de Ingeniería Sísmica, la Sociedad Mexicana de Mecánica de Suelos, la American Society of Civil Engineers, el American Concrete Institute, la Seismological Society of America, la International Association for Earthquake Engineering, la Asociación Latinoamerican de Sismología e Ingeniería Antisísmica, la Unión Panamericana de Asociaciones de Ingenieros, y la Academia Nacional de Ciencias de los Estados Unidos.

## Aportaciones
Realizó investigaciones en Ingeniería Antisísmica en tres frentes: la descripción probabilística de la sismicidad y la frecuencia de generación de los temblores; el estudio de la dinámica de los suelos; y el diseño de las estructuras idóneas para resistir esos movimientos. Con el avance en estos tres aspectos se comenzó a construir cada vez con mayor seguridad en las regiones de elevado riesgo sísmico. Gracias a sus estudios, y en buena parte debido a los descubrimientos del profesor Rosenblueth, se han podido levantar edificios de considerable altura, presas y construcciones tan complejas como centrales nucleares, que requieren una total exactitud y seguridad en sus estructuras, en los países afectados periódicamente por temblores.
Emilio Rosenblueth efectuó la aplicación del cálculo probabilístico a este y otros campos de la ingeniería. Sus trabajos se han tomado como referencia para la elaboración de reglamentos indicativos en la construcción de edificios, cuyos parámetros varían según el uso que se vaya a dar a la edificación, el tipo de terreno sobre el que se asienta, y su sismicidad.

## Desempeño profesional
Fue coordinador de investigación científica en la UNAM, trabajó para la empresa mexicana Ingenieros Civiles Asociados (ICA), para la Secretaría de Agricultura y Recursos Hidráulicos. Fue subsecretario de la Secretaría de Educación Pública en México de 1978 a 1982. El 26 de noviembre de 1956 fundó la empresa Diseño Racional A.P., raíz de la empresa que hoy existe con el nombre de DIRAC, S.A.P.I de C.V., a cuya fundación invitó a participar a 6 Ingenieros Civiles Mexicanos integrados por David Serur Edid, Alberto Gutiérrez Carrillo, Romeo Enriquez Rodríguez, Jaime Luna Sánchez, Clemente Sanz Ibarra y Javier Fuentes Gutiérrez.

## Obras
- Consideraciones sobre el diseño sísmico
- On earthquake-resistant design
- Presión hidrodinámica en presas debida a aceleración vertical con refracción de fondo
- Torsiones sísmicas en edificios de un piso

## Premios y distinciones
- Premio de Investigación Científica de la Academia Mexicana de Ciencias, en 1963.[4]
- Miembro de El Colegio Nacional el 4 de abril de 1972.[3]
- Premio de Ciencias "Luis Elizondo" en 1973.
- Premio Nacional de Ciencias y Artes en el área de Ciencias Físico-Matemáticas y Naturales por el gobierno de México en 1974.[5]
- Investigador Emérito del Instituto de Ingeniería de la UNAM en 1988.
- Premio Príncipe de Asturias, por el gobierno de España en 1985.[6]
- En su homenaje la secundaria 305, ubicada en Guadalupe I. Ramírez, s/n, Potrero de San Bernardino lleva su nombre.